# 欧阳赏莲
欧阳赏莲（1974年—），湖南衡阳人，汉族，中华人民共和国政治人物、第十二届全国人民代表大会湖南地区代表。
毕业于湖南建材高等专科学校。2013年，担任全国人大代表。2018年2月24日，当选为第十三届全国人大代表。